# Gheorghe Funar
Gheorghe Funar (ur. 29 września 1949 w Sânnicolau Mare) – rumuński polityk i ekonomista, burmistrz Klużu-Napoki (1992–2004), senator (2004–2008), trzykrotny kandydat w wyborach prezydenckich.

## Życiorys
W 1973 ukończył studia ekonomiczne z zakresu rachunkowości w Klużu-Napoce, w 2001 otrzymał stopień doktora nauk ekonomicznych. Pracował w przedsiębiorstwie konstrukcyjno-drogowym, w 1977 został nauczycielem akademickim w Instytucie Rolniczym, w latach 1990–1992 był dziekanem wydziału ogrodniczego na Uniwersytecie Nauk Rolniczych i Medycyny Weterynaryjnej.
W 1992 został wybrany na burmistrza Klużu-Napoki, stanowisko to zajmował do 2004, kiedy to pokonał go Emil Boc.
Również w 1992 objął funkcję przewodniczącego Rumuńskiej Partii Jedności Narodowej. W tym samym roku i ponownie w 1996 kandydował w wyborach prezydenckich, otrzymując odpowiednio 10,3% i 4,7% głosów. W 1997 został wykluczony z PUNR, założył Partię Sojuszu Rumuńskiej Jedności, którą w 1998 porzucił. Dołączył do Partii Wielkiej Rumunii Corneliu Vadima Tudora jako sekretarz generalny tego ugrupowania (do 2013).
W latach 2004–2008 zasiadał w Senacie. W 2008 bez powodzenia po raz kolejny ubiegał się o urząd burmistrza. W 2013 nadzwyczajny kongres PRM wybrał go na nowego przewodniczącego partii, jednak decyzja ta została uchylona w postępowaniu sądowym. W 2014 Gheorghe Funar ponownie kandydował w wyborach prezydenckich, przegrywając w pierwszej turze z wynikiem 0,5% głosów.